# Otomalj
Otomalj je planina na zapadu Bosne i Hercegovine. Nalazi se na tromeđi gradova Mrkonjić Grada, Jezera i Jajca i kroz planinu prolazi međuentitetska linija razgraničenja između Republike Srpske i Federacije BiH. Najviši vrh je na visini od 1.054 metara (prema nekim podacima 1.052). Pored pogleda na tri grada, sa vrha planine moguće je videti i tri jezera: jezero Đol, Veliko i Malo plivsko jezero.
Planina je stanište mnogobrojnih životinskih i biljnih vrasta. Šume su uglavnom mešovite. Planina se nalazi u delu hemiborealne klimatske zone sa prosečnom temperaturom od 8 °C. Najtopliji mesec je jul sa prosečnom temperaturom od 20 °C, a najhladniji januar sa prosečnih –6 °C. Prosečna godišnja količina padavina je 1.601 milimetara. Najvlažniji mesec je septembar sa prosečno 181 mm padavina, a najsušniji avgust sa 88 mm padavina.

## Spoljašnje veze
- Planina otomalj na sajtu dinarskogorje.com Архивирано на веб-сајту  (16. новембар 2020)